# Референдум в Германии (1933)
Референдум в Германии 1933 года (нем. Volksabstimmung über den Austritt Deutschlands aus dem Völkerbund) — общенародное голосование по вопросу о выходе Германии из Лиги Наций. Состоялся 12 ноября 1933 одновременно с выборами нового состава Рейхстага. Первый референдум, проводившийся в условиях нацистской диктатуры.

## Политический контекст референдума
Проиграв в Первой мировой войне, Германия не вошла в число стран-учредителей Лиги Наций, образованной в 1919. Страна присоединилась к этой организации лишь в 1926, после заключения Локарнских соглашений, в соответствии с которыми подтвердила отказ от территорий, примыкавших к её западной границе — Эльзаса и Лотарингии, округа Эйпен и Мальмеди. Германия согласилась также с сохранением Рейнской демилитаризованной зоны и обязалась подчиняться решениям Лиги Наций по территориальным спорам. Сразу после обнародования, Локарнские соглашения подверглись критике со стороны правых германских партий.
После прихода к власти правительства Гитлера (30 января 1933), Германия взяла курс на ликвидацию последствий Версальского договора, определившего условия мира и установившего границы в Европе. 19 октября 1933 германское правительство объявило о выходе страны из Лиги Наций. Для подтверждения этого решения был назначен референдум.

## Вопрос референдума
Одобряете ли вы, немецкий мужчина, и вы, немецкая женщина, эту политику вашего национального правительства, и готовы ли вы провозгласить выражением своего собственного мнения и своей воли и торжественно заявить об этом?
Оригинальный текст (нем.)Billigst Du, Deutscher Mann, und Du, Deutsche Frau, diese Politik Deiner Reichsregierung, und bist Du bereit, sie als den Ausdruck Deiner eigenen Auffassung und Deines eigenen Willens zu erklären und Dich feierlich zu ihr zu bekennen?

## Результаты голосования
Подавляющее большинство избирателей поддержали предложенное решение. Выход из Лиги Наций поддержали 40 633 852 имевших право голоса граждан (95,1 % от числа принявших в голосовании). Против высказались 2 101 207 человек (4,9 %). В Гамбурге, бывшем оплоте коммунистов, голосов «за» оказалось существенно меньше — 83,9 %.